# ARF1
El factor 1 de ribosilación de ADP es una proteína que en los humanos está codificada por el gen ARF1. 

## Función
El factor de ribosilación de ADP 1 (ARF1) es un miembro de la familia de genes ARF humanos. Los miembros de la familia codifican pequeñas proteínas de unión a nucleótidos de guanina que estimulan la actividad ADP-ribosiltransferasa de la toxina del cólera y desempeñan un papel en el tráfico vesicular como activadores de la fosfolipasa D. Los productos genéticos, incluidas 6 proteínas ARF y 11 proteínas similares a ARF, constituyen una familia de la superfamilia RAS. Las proteínas ARF se clasifican en clase I (ARF1, ARF2 y ARF3), clase II (ARF4 y ARF5) y clase III (ARF6), y los miembros de cada clase comparten una organización genética común. La proteína ARF1 está localizada en el aparato de Golgi y tiene un papel central en el transporte intra-Golgi. Para este gen se han encontrado múltiples variantes de transcripción empalmadas alternativamente que codifican la misma proteína. 
El principal mecanismo de acción de Brefeldin A es mediante la inhibición de ARF1.

## Interacciones
Se ha demostrado que ARF1 interactúa con:
- CHRM3, [3]
- COPB1, [4] [5]
- GGA3, [6] [7] y
- PLD2. [8] [9]

## Otras lecturas
- Serafini T, Orci L, Amherdt M (1991). «ADP-ribosylation factor is a subunit of the coat of Golgi-derived COP-coated vesicles: a novel role for a GTP-binding protein.». Cell 67 (2): 239-53. PMID 1680566. S2CID 9766090. doi:10.1016/0092-8674(91)90176-Y.
- Kahn RA, Kern FG, Clark J (1991). «Human ADP-ribosylation factors. A functionally conserved family of GTP-binding proteins.». J. Biol. Chem. 266 (4): 2606-14. PMID 1899243. doi:10.1016/S0021-9258(18)52288-2.
- Stearns T, Willingham MC, Botstein D, Kahn RA (1990). «ADP-ribosylation factor is functionally and physically associated with the Golgi complex.». Proc. Natl. Acad. Sci. U.S.A. 87 (3): 1238-42. Bibcode:1990PNAS...87.1238S. PMC 53446. PMID 2105501. doi:10.1073/pnas.87.3.1238.
- Bobak DA, Nightingale MS, Murtagh JJ (1989). «Molecular cloning, characterization, and expression of human ADP-ribosylation factors: two guanine nucleotide-dependent activators of cholera toxin.». Proc. Natl. Acad. Sci. U.S.A. 86 (16): 6101-5. Bibcode:1989PNAS...86.6101B. PMC 297783. PMID 2474826. doi:10.1073/pnas.86.16.6101.
- Greasley SE, Jhoti H, Teahan C (1995). «The structure of rat ADP-ribosylation factor-1 (ARF-1) complexed to GDP determined from two different crystal forms.». Nat. Struct. Biol. 2 (9): 797-806. PMID 7552752. S2CID 9461256. doi:10.1038/nsb0995-797.
- Welsh CF, Moss J, Vaughan M (1995). «ADP-ribosylation factors: a family of approximately 20-kDa guanine nucleotide-binding proteins that activate cholera toxin.». Mol. Cell. Biochem. 138 (1–2): 157-66. PMID 7898460. S2CID 42819002. doi:10.1007/BF00928458.
- Greasley S, Jhoti H, Fensome AC (1995). «Crystallization and preliminary X-ray diffraction studies on ADP-ribosylation factor 1». J. Mol. Biol. 244 (5): 651-3. PMID 7990146. doi:10.1006/jmbi.1994.1759.
- Amor JC, Harrison DH, Kahn RA, Ringe D (1994). «Structure of the human ADP-ribosylation factor 1 complexed with GDP». Nature 372 (6507): 704-8. Bibcode:1994Natur.372..704C. PMID 7990966. S2CID 4362056. doi:10.1038/372704a0.
- Dascher C, Balch WE (1994). «Dominant inhibitory mutants of ARF1 block endoplasmic reticulum to Golgi transport and trigger disassembly of the Golgi apparatus». J. Biol. Chem. 269 (2): 1437-48. PMID 8288610. doi:10.1016/S0021-9258(17)42277-0.
- Rümenapp U, Geiszt M, Wahn F (1996). «Evidence for ADP-ribosylation-factor-mediated activation of phospholipase D by m3 muscarinic acetylcholine receptor». Eur. J. Biochem. 234 (1): 240-4. PMID 8529647. doi:10.1111/j.1432-1033.1995.240_c.x.
- Andersson B, Wentland MA, Ricafrente JY (1996). «A "double adaptor" method for improved shotgun library construction». Anal. Biochem. 236 (1): 107-13. PMID 8619474. doi:10.1006/abio.1996.0138.
- Hirai M, Kusuda J, Hashimoto K (1997). «Assignment of human ADP ribosylation factor (ARF) genes ARF1 and ARF3 to chromosomes 1q42 and 12q13, respectively». Genomics 34 (2): 263-5. PMID 8661066. doi:10.1006/geno.1996.0283.
- Kanoh H, Williger BT, Exton JH (1997). «Arfaptin 1, a putative cytosolic target protein of ADP-ribosylation factor, is recruited to Golgi membranes». J. Biol. Chem. 272 (9): 5421-9. PMID 9038142. doi:10.1074/jbc.272.9.5421.
- Yu W, Andersson B, Worley KC (1997). «Large-scale concatenation cDNA sequencing». Genome Res. 7 (4): 353-8. PMC 139146. PMID 9110174. doi:10.1101/gr.7.4.353.
- Shome K, Vasudevan C, Romero G (1997). «ARF proteins mediate insulin-dependent activation of phospholipase D». Curr. Biol. 7 (6): 387-96. Bibcode:1997CBio....7..387S. PMID 9197239. S2CID 9609409. doi:10.1016/S0960-9822(06)00186-2.
- Frank S, Upender S, Hansen SH, Casanova JE (1998). «ARNO is a guanine nucleotide exchange factor for ADP-ribosylation factor 6». J. Biol. Chem. 273 (1): 23-7. PMID 9417041. doi:10.1074/jbc.273.1.23.
- Betz SF, Schnuchel A, Wang H (1998). «Solution structure of the cytohesin-1 (B2-1) Sec7 domain and its interaction with the GTPase ADP ribosylation factor 1». Proc. Natl. Acad. Sci. U.S.A. 95 (14): 7909-14. Bibcode:1998PNAS...95.7909B. PMC 20903. PMID 9653114. doi:10.1073/pnas.95.14.7909.
- Kim JH, Lee SD, Han JM (1998). «Activation of phospholipase D1 by direct interaction with ADP-ribosylation factor 1 and RalA». FEBS Lett. 430 (3): 231-5. PMID 9688545. S2CID 36075513. doi:10.1016/S0014-5793(98)00661-9.
- Huber I, Cukierman E, Rotman M (1998). «Requirement for both the amino-terminal catalytic domain and a noncatalytic domain for in vivo activity of ADP-ribosylation factor GTPase-activating protein». J. Biol. Chem. 273 (38): 24786-91. PMID 9733781. doi:10.1074/jbc.273.38.24786.

- Datos: Q17831452